# Vlag van Venda

Vlag van Venda (1973–1994)

De vlag van Venda werd in 1973 officieel goedgekeurd. Het bruin symboliseert de Venda grond, terwijl de schoonheid van het platteland wordt weerspiegeld door het geel en het blauw staat voor de hemel. De kralen hebben een diep religieuze betekenis en worden van generatie op generatie doorgegeven.
Op 27 april 1994 werd Venda, samen met de negen andere thuislanden, herenigd met Zuid-Afrika. Hiermee verviel de vlag.

## Verwante afbeeldingen

Het wapen van Venda